# 丁倫
丁倫（1398年—？），字子庠，江西臨江府新淦縣人，明朝政治人物。進士出身。

## 生平
江西鄉試第二名。宣德五年（1430年）丁丑科會試第七十三名，殿試登進士第二甲第十四名。

## 家族
曾祖父丁智山。祖父丁壽遠。父亲丁彥珍，曾任任福建泰寧縣儒學訓導。